# Leucippo (re)
Leucippo (in greco antico: Λεύκιππος?, Léfkippos) è un personaggio della mitologia greca. Fu un re di Messenia.

## Genealogia
Figlio di Periere e di Gorgofone, sposò Filodice, (figlia di Inaco), da cui ebbe le Ileria, Febe ed Arsinoe.

## Mitologia
Ereditò il regno del padre insieme con suo fratello Afareo, ma fu quest'ultimo ad evere maggiore autorità ed in seguito promise in spose le sue figlie Ileria e Febe (dette Leucippidi) ad Idas e Linceo (i figli di Afareo), ma si lasciò corrompere dai ricchi doni dei due Dioscuri (Castore e Polluce).

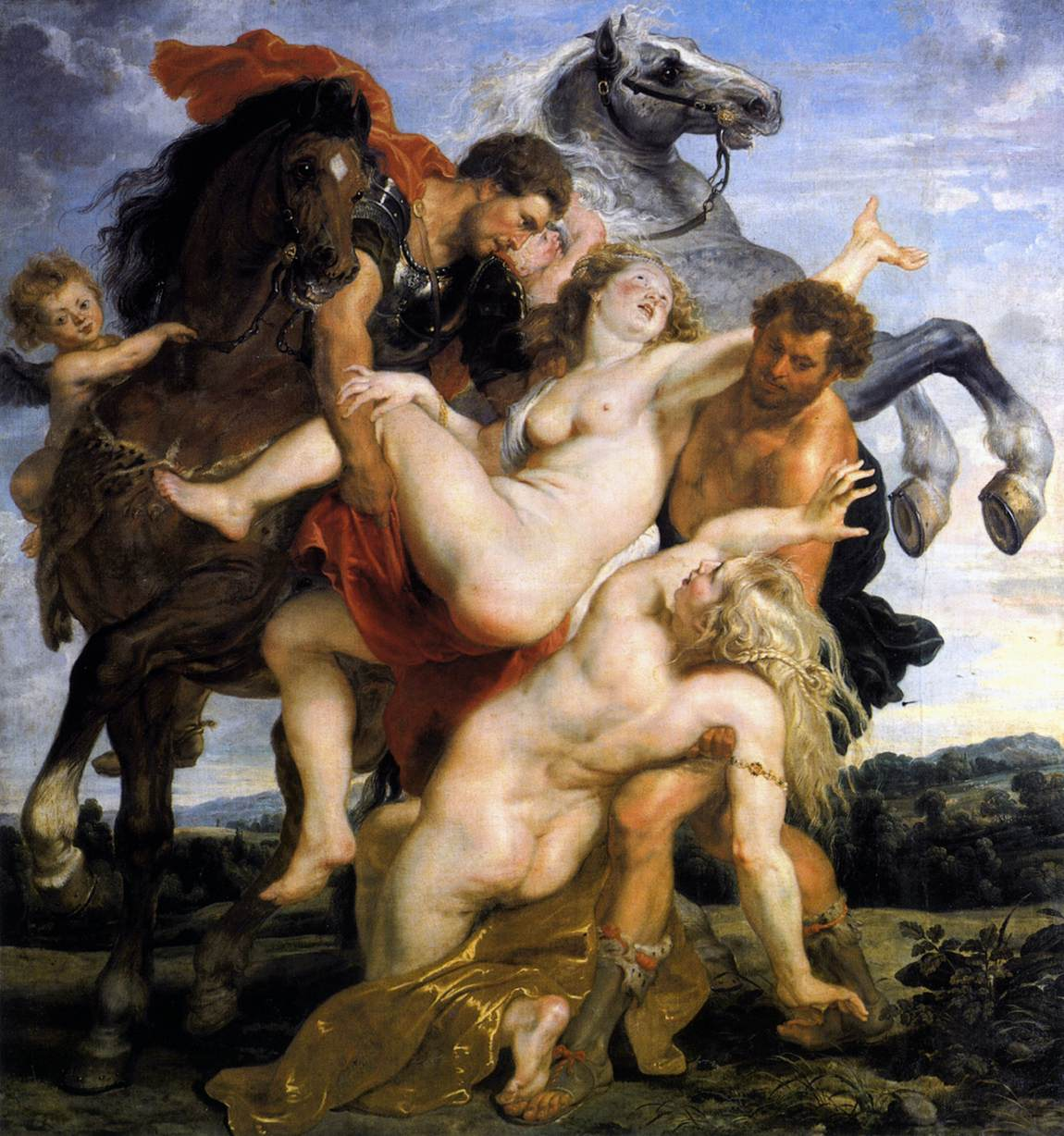
Il Ratto delle Leucippidi
Peter Paul Rubens,
1617 ca
Monaco, Alte Pinakothek

Il rapimento delle due donne causò una lotta mortale tra i figli di Afareo ed i Dioscuri e nello scontro restarono uccisi Linceo da una parte e Castore dall'altra.
Secondo Pausania però, le due donne erano in realtà figlie di Apollo ed il patronimico Leucippidi non significa "figlie di Leucippo", bensì "cavalle bianche del cielo", alludendo al concepimento delle ragazze dalla relazione di Apollo con una dea degli inferi sotto forma di cavalla.